# Zael
Zael est une commune d'Espagne dans la communauté autonome de Castille-et-León, province de Burgos. Elle s'étend sur 18,76 km2 et comptait environ 115 habitants en 2024.

## Localisation et climat
La ville de Zael est située à environ 6 km au nord de la rivière Arlanza dans le plateau castillan (meseta), à environ 36 km (en voiture) au sud-ouest de la capitale provinciale Burgos, à une altitude d'environ 850 m . La petite ville de Lerma, d'importance historique , se trouve à 13 km au sud-est. Le climat est tempéré à chaud ; La pluie (environ 515 mm/an) tombe pendant toute l'année.

## Démographie
| Année      | 1857 | 1900 | 1950 | 2000 | 2018 | 2024 |
| Population | 352  | 385  | 399  | 141  | 112  | 115. |

La mécanisation de l'agriculture , l'abandon des petites exploitations et la perte d'emplois qui en a résulté ont entraîné un déclin de la population depuis le milieu du XXe siècle (exode rural ).

## Économie
Les habitants de la communauté rurale vivent principalement de l'agriculture (grandes cultures, élevage et viticulture) ; La municipalité appartient à la région viticole d'Arlanza (DO) . Depuis les années 1960, la location estivale de maisons de vacances (casas rurales) joue également un  rôle économique.

## Histoire
Au début du Xe siècle, la région est conquise par les chrétiens sous la direction du roi Alphonse III reconquista ) qui la repeuple (repoblación ) ; La ville est probablement née à cette époque. Le 25 mars 1608 , Philippe III vend le domaine seigneurial (señorio) de Zael et plus de 300 autres lieux appartenant à Francisco Gómez de Sandoval y Rojas , duc de Lerma.

## Tourisme
La petite église à trois nefs de Santa Eulalia a été construite au XVe et XVIe siècles. Siècle avec des restes d'une église fortifiée faite de pierre de taille  sur le site d'un bâtiment médiéval précédant. Le portail sud, riche en figures, ajouté ultérieurement, est une sculpture de la Renaissance – les principales figures sont sainte Catherine d'Alexandrie, sainte Eulalie de Mérida et sainte Agathe de Catane. Dans le pignon supérieur se trouve une représentation de la Pietà. À l'intérieur, l'autel principal sculpté et coloré ( retablo) de 1787 dans le style baroque classique présente des scènes de la vie et de la passion du Christ . Les fonts baptismaux romans ( pila bautismal) proviennent de l'église précédente.